# براد هنت
براد هنت (بالإنجليزية: Brad Hunt)‏ هو ممثل أمريكي، ولد في 1964 في الولايات المتحدة.

## وصلات خارجية
- براد هنت على موقع IMDb (الإنجليزية)
- براد هنت على موقع قاعدة بيانات الفيلم (الإنجليزية)